# Vozpópuli
Vozpópuli es un diario digital español generalista, especializado en la actualidad política y en noticias económicas, financieras, información de empresas y banca. Su fundador es Jesús Cacho.
Está orientado hacia un público profesional, de mediana edad. Su línea editorial ha sido descrita como conservadora y liberal, siempre dentro de la derecha política. La redacción tiene su sede en la calle Sauceda, en el barrio madrileño de Las Tablas.

## Historia
Vozpópuli fue fundado el 10 de octubre de 2011 por Jesús Cacho, periodista que ya había fundado en 2001 El Confidencial. La fundación de Vozpópuli fue posible gracias al dinero que obtuvo Cacho en su salida de El Confidencial, donde fue despedido en un momento en el que tenía el 30% de la sociedad. Titania, la empresa editora le ofreció 2,5 millones por esas acciones, que Cacho no aceptó y optó por demandar por despido improcedente. Tras sucesivas ampliaciones de capital la participación de Cacho se redujo al 10% y finalmente vendió sus acciones por un millón y medio de euros.
En sus inicios, Vozpópuli contó con 22 personas en nómina, 19 de ellos periodistas, aumentando con el tiempo la plantilla hasta los 50 empleados en 2020
En enero de 2016 Miguel Alba Carmona ocupó el cargo de director. Alba Carmona estuvo en el diario desde su nacimiento. Fue subdirector, y previamente responsable de la información bancaria y de finanzas.
Desde octubre de 2018, regresó al puesto de director el editor y fundador del medio, Jesús Cacho, en sustitución de Alba Carmona. En esta nueva etapa, también se nombró a Igor Marín, hasta entonces redactor jefe, como nuevo subdirector del diario digital.
En cuanto a los contenidos, a las secciones clásicas de nacional y política, Vozpópuli añade otras como «Mémesis» y «Medios». Además, en octubre de 2016 eliminó la sección «la chica de deportes» en compromiso con la igualdad.
En noviembre de 2020 ficha a la periodista Ana Núñez-Milara para impulsar el área audiovisual.  Unos meses más tarde, el 12 de febrero de 2021,el periódico lanza Barra Libre, un nuevo programa en vídeo de actualidad y análisis, presentado y dirigido por la periodista. Alberto Fernández sustituyó a Ana Núñez-Milara como conductor del programa.
El 15 de abril de 2021 presentó su dimisión como director Álvaro Nieto, que se había incorporado al periódico en enero de 2019. Desde entonces el periodista Alberto Pérez Giménez ocupó el cargo de director hasta que en septiembre de 2023 fue sustituido por Francisco Rosell, exdirector de El Mundo.

## Equipo y negocio
El modelo de negocio se basa en la publicidad y no pide suscripciones ni cuotas a sus lectores. La información es publicada en abierto en internet y gratuita. 
En 2014, el digital tuvo por primera vez resultados económicos positivos, después de haber perdido 87.654 euros en 2013. En conjunto, las ganancias obtenidas en 2014 y 2015 ascendieron a 402.501 euros, superando las pérdidas generadas de 2011 a 2013, que fueron de 260.277 euros. En el año 2015 los ingresos aumentaron un 22% respecto al año anterior y se situaron en 2,43 millones de euros.